# Radziwiłłów
Radziwiłłów (ukr. Радивилів, ros. Радивилов), 1564–1939: Radziwiłłów, 1939–1993: Czerwonoarmiejsk (ros. Червоноармейск) / Czerwonoarmijsk (ukr. Червоноармійськ) – miasto na Ukrainie i stolica rejonu w obwodzie rówieńskim.
Znajduje się tu stacja kolejowa Radziwiłłów, położona na linii Lwów – Zdołbunów. W okresie zaborów była rosyjską stacją graniczną na granicy z Austro-Węgrami.

## Historia
Prywatne miasto szlacheckie położone było w XVI wieku w województwie wołyńskim.
W okresie powstania styczniowego 2 lipca 1863 siły polskie atakowały Radziwiłłów bez powodzenia.
W II Rzeczypospolitej Radziwiłłów należał do powiatu krzemienieckiego w województwie wołyńskim. 1 stycznia 1925 r. została wyłączony z powiatu krzemienieckiego i przyłączona do powiatu dubieńskiego. 21 kwietnia 1934 z gminy wiejskiej Radziwiłłów wyłączono część osady wojskowej Radziwiłłów Jana Łażewskiego o obszarze 6,1087 ha oraz grunty wsi Radziwiłłów o obszarze 157,7711 ha i włącza się je do miasta Radziwiłłowa w tymże powiecie i województwie.
Przed wojną mieszkało w nim około 6000 mieszkańców, z czego połowę stanowili Żydzi, 31% Ukraińcy a 17% Polacy. 
Podczas okupacji niemieckiej w Radziwiłłowie istniało getto dla Żydów. Jego więźniowie zostali eksterminowani w 1942 roku: 29 maja rozstrzelano 1350 osób a 6 października 950. Około 800 osób zdołało zbiec przed egzekucją. W 1943 roku podczas rzezi wołyńskiej miasto obsadzone załogą niemiecką stanowiło miejsce schronienia polskich uchodźców z eksterminowanych przez UPA wiosek. Polacy zajmowali pożydowskie domy; tych, dla których nie starczyło miejsca, wywożono na roboty przymusowe w III Rzeszy.
W 1989 liczyło 10 353 mieszkańców.
W 2013 liczyło 10 508 mieszkańców.

## Sprawiedliwi wśród Narodów Świata(ratujący Żydów w Radziwiłłowie)
Na ukraińskiej liście Sprawiedliwych:
- rodzina Kubitów (Kostiantyn, Wołodymyr, Marija i Hanna) - pomogli kilkudziesięciu osobom, w tym rodzinom Kipermanów, Treibichów, Weinsteinów, Semigranów i Jarosławskich[10][11]

- Danyjił i Marija Romaniukowie - wychowywali Bronię Rudman, 3-letnie żydowskie dziecko[12][13][14]

- Arifej i Ahrypyna Repitscy - ukrywali Gitel Samiter[15][16][17]

Na polskiej liście Sprawiedliwych:
- rodzina Roztropowiczów (Józef i Natalia oraz ich córki: Janina i Stanisława) - wychowywali kilkuletnią Sabinę Kagan (Heller)[18]

- Zofia Stramska (po mężu Hołub)[18][19]